# استولینگس (ویرجینیای غربی)
استولینگس(به انگلیسی: Stollings) شهری در ایالت ویرجینیای غربی کشور ایالات متحده آمریکا است که جمعیت آن در سرشماری سال ۲۰۱۰ میلادی، ۳۱۶ نفر بوده‌است.